# Havana (film)
Havana is een Amerikaanse dramafilm uit 1990 onder regie van Sydney Pollack.

## Verhaal
Aan de vooravond van de Cubaanse Revolutie wil Jack Weil de slag van zijn leven slaan in een casino. Hij is echter ook verliefd op Bobby, de knappe vrouw van de revolutionair Arturo Durán. Wanneer Arturo door de autoriteiten wordt opgepakt, raakt Jack geheel in de ban van Bobby. Hij verspeelt zijn kans om rijk te worden.

## Rolverdeling
| Acteur             | Personage       |
| ------------------ | --------------- |
| Robert Redford     | Jack Weil       |
| Lena Olin          | Bobby Durán     |
| Alan Arkin         | Joe Volpí       |
| Tomás Milián       | Menocal         |
| Daniel Davis       | Marion Chigwell |
| Tony Plana         | Julio Ramos     |
| Betsy Brantley     | Diane           |
| Lise Cutter        | Patty           |
| Richard Farnsworth | Professor       |
| Mark Rydell        | Meyer Lansky    |
| Vasek Simek        | Willy           |
| Fred Asparagus     | Baby Hernández  |
| Richard Portnow    | Mike MacClaney  |
| Dion Anderson      | Roy Forbes      |
| Carmine Caridi     | Kapitein Potts  |